# Casa de Fausta
Casa de Fausta (em latim: Domus Faustae) era uma rica residência romana localizada na região de Laterano da Roma Antiga cuja propriedade é atribuída, de forma pouco convincente, a Fausta, mulher do imperador Constantino. A região fica no setor ocidental do monte Célio e foi escavada em 1959 durante as obras de construção da sede do Istituto Nazionale della Previdenza Sociale ("INPS") na Via dell'Amba Aradam.

## História
Uma Domus Faustae é citada uma única vez nas fontes, em 313. Possivelmente era uma parte da Domus Lateranorum que continuou mais tarde a existir separadamente. Quando o imperador Constantino se casou com Fausta, que era irmã do imperador Maxêncio (início do século IV), a propriedade passou a ser conhecido como "Casa de Fausta". Provavelmente a parte da estrutura que depois seria transformada no Palácio de Latrão foi doada ao bispo de Roma por volta de 313.

## Descrição
A estrutura passou por várias fases de construção. Originalmente, o local, localizado na encosta meridional do monte Célio, apresentava um grande desnível, o que resultou na necessidade de obras de terraceamento. No século I, em dois níveis diferentes, foram construídas duas residências patrícias, das quais uma foi revelada nas escavações sob a sede do INPS, a 10 metros abaixo do nível da rua. Ela possuía muros em opus reticulatum e suas paredes estavam cobertas por afrescos de grande qualidade, que foram destacados e estão em exibição no interior da sede.
No final do século III, as duas residências foram fundidas, parcialmente enterradas e sobre elas foi construída uma nova residência de grande porta, que foi completada no início do século IV. Desta, que provavelmente media 60 x 40 metros, sobreviveram um corredor de 27 metros de comprimento com uma êxedra com janelas que provavelmente davam para um jardim, realizado em tijolos (provavelmente depois da êxedra seguia um outro corredor idêntico). Os afrescos do período constantiniano, representando pessoas em tamanho maior que o real, foram destacados e levados para o Palácio Massimo das Termas do Museu Nacional Romano.